# Cynan ap Iago

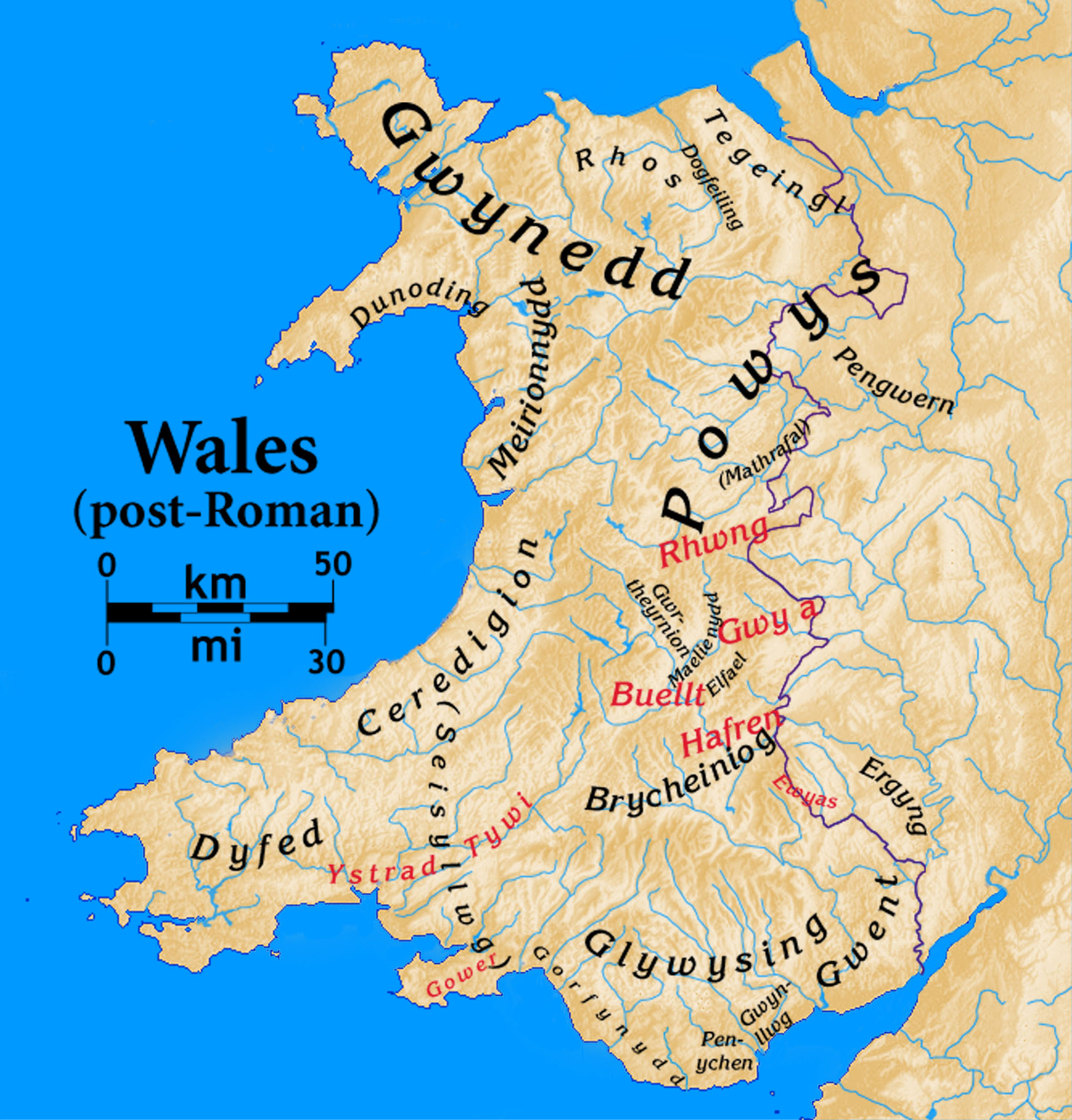
Wales, mittelalterliche Königreiche

Cynan ap Iago (Cynan Sohn von Iago) (* um 1014; † um 1063) war ein walisischer Prinz aus der jüngeren Dynastie der Könige von Gwynedd in Nordwales, die nach der traditionellen Residenz der Könige in Aberffraw an der Südwestküste der Insel Anglesey „Haus von Aberffraw“ genannt wurde.
Cynan ap Iago folgte nach der Ermordung seines Vaters im Jahre 1039 vermutlich nominell als König von Gwynedd, dies jedoch sehr kurzfristig, da er noch im selben Jahr von Gruffydd ap Llywelyn († 1063) von der Herrschaft und aus dem Land vertrieben wurde.
Im Exil in Irland heiratete er Ragnhild, eine Tochter des Königs von König von Dublin Olav Sigtryggsson († 1034).
Cynans Versuch, mit Hilfe von Wikinger-Truppen aus Dublin das Königreich Gwynedd seines Vaters zurückzuerobern scheiterte, wodurch er in Irland blieb und dort verstarb.
Von Interesse ist Cynan durch seine familiengeschichtlichen Verbindungen. Dies, da seine Vorfahren in männlicher Linie nach überlieferten Genealogien bis auf Coel Hen Hen, einen legendären britischen Herrscher des 5. Jahrhunderts – und damit bis in die Zeit des Endes der römischen Kontrolle über Britannien – zurückreicht. Dies auch, da seine Ehefrau Ragnhild eine Nachkommin nicht nur der ursprünglich skandinavischen Dynastie der Uí Ímair (Enkel von Imar/Ivar), sondern auch irischer keltischen irischen Dynastien und Herrschern – wie etwa Brian Boru († 1014) dem bedeutenden Hochkönig von Irland war.
Diese familiären Beziehungen lebten in der zahlreichen Nachkommenschaft des Ehepaares weiter, zu der die Könige bzw. Fürsten von Wales bis 1283 und über das Haus Tudor nicht nur die Herrscher von Großbritannien bis heute, sondern auch zahlreiche andere europäische Dynastien und Familien zählen.

## Herkunft
Cynan stammte in männlicher Linie aus dem jüngeren Haus der Könige von Gwynedd, dem „Haus Aberffraw“ das um 825 auf das ältere „Haus Cunedda“ folgte, das von etwa 420 bis 825 regierte und sich von dem legendären/halbhistorischen Stammvater Cunedda Wledig (Cunedda dem Kaiser) ableitet.
Er stammt jedoch in weiblicher Linie vom Haus Cunedda ab, da sein Vorfahre Gwriad ap Elidyr Ethil (Ethyllt, Esylt) ferch Cynan, Tochter von Cynan Dindaetwy, König von Gwynedd (798–816) aus der ersten Dynastie der Könige von Gwynedd, heiratete, wodurch das Königreich Gwynedd an das Haus Aberffraw kam.
Cynans Vater Iago ap Idwal ap Meurig († 1039) regierte als König von Gwynedd und Powys und wird in den Annalen von Ulster die im 16. Jahrhundert kompiliert wurden, sogar als „König der Briten“ bezeichnet.
Cynans Großvater, Idwal ap Meuric († 996), wird ebenso wie sein Urgroßvater Meuric ap Idwal im Werk von Gerald von Wales (Giraldus Cambresensis) († 1223) in der Aufzählung der Stammreihe der Könige von Gwynedd erwähnt
Von Cynans Urgroßvater Meuric ab Idwal († 986) erwähnt die Gwentian Chronicle, dass er seinen Bruder Ieuav geblendet hätte, und er dafür von seinem Neffen Hywel ap Ieuav († 984) geblendet wurde.
Die direkte Stammreihe von Cynan ap Idwal lässt sich jedoch anhand überlieferter Genealogien erheblich weiter – bis an das Ende der Antike zurückführen, da er der Überlieferung nach von Coel Hen (Coel dem Alten) einem britischen (keltischen) Herrscher, der im „Hen Ogled“ dem sogenannten „Alten Norden“ Britanniens – der heute etwa dem südlichen Schottland und dem Norden Englands entspricht – im 4./5. Jahrhundert regierte.

### Abstammung von Coel Hen
Coel Hen, eine prominente Figur der frühen walisischen Überlieferung und Literatur, war der Tradition nach im vierten Jahrhundert ein regionaler Herrscher im römischen oder nachrömischen Britannien, von dem sich nach den Harleian Genealogies, einer Sammlung alter walisischer Genealogien in der British Library, Harleian MS 3859, deren Zusammenstellung um das Jahr 1100 datiert wird und späteren Genealogien wie den „Bonnedd Gwyr y Gogledd“ (Die Nachkommen der Männer des Nordens) mehrere Dynastien im „Hen Ogledd“ (dem „Alten Norden“) d. h. im keltischsprachigen Teil Nordenglands und Schottlands, ableiten. Unter anderem gilt Coel Hen durch seine Tochter Vala auch als Schwiegervater eines anderen zeitgenössischen britischen Herrschers und bedeutenden Dynastiegründers, nämlich von Cunedda Vledig (Cunedda der Kaiser).
Die väterlichen Vorfahren von Cynan ap Iago lassen sich anhand der Aufzeichnungen früher walisischer Genealogien – etwa in der um 829/30 verfassten – teils legendenhaften – Historia Brittonum, der im 13. Jahrhundert entstandenen Biografie seines Sohnes Gruffydd ap Cynan oder im Manuskript 20 des Jesus College – bis zu Coel Hen (Coel dem Alten), und damit bis in die Zeit der 420 erfolgten Beendigung der römischen Besetzung Britanniens zurückverfolgen.
Für Cynan ap Iago ergibt sich damit in väterlicher Linie – insbesondere nach dem Manuskript 20 des Jesus College (Oxford) folgende Stammreihe, die zwar weder als vollständig noch als historisch belegt anzusehen ist, die jedoch echte Überlieferungen über historische Fakten enthält, die allerdings schwer von den damit verbundenen Legenden zu unterscheiden sind:
- Cassivellaunus (cl. 60–48 v. Chr.) der Gegner von Julius Caesar.
- Coel Hen, Herrscher im römischen Britannien um 400[10]
- Keneu ap Coel Hen
- Gwrwst (Gurgust) Lledlwm ap Keneu
- Merchion Gul (Merchion der Magere) ap Gwrgust, König von Rheged im späten 5. Jahrhundert.
- Elidyr (Elidurus) Lydanwyn (der Dicke) ap Merchion, König von Rheged. Sein Bruder Cynfach Oer, auch Cynfarch ap Meirchion genannt, war gleichfalls König von Rheged und der Vater des bekannteren Urien Rheged, der im 6. Jahrhundert als König von Rheged regierte.
- Llywarch Hen (Llywarch der Alte) ap Elidyr, Fürst von Rheged und Dichter (* um 534; † um 608)
- Douc ap Llewarch
- Ceit ap Douc
- Tegyd ap Ceit
- Alcun ap Tegyt
- Sandef ap Alcun
- Elidyr ap Sandef
- Gwriad ap Elidyr, König der Isle of Man um 800, heiratet Ethil (Ethyllt, Esylt) ferch Cynan, Tochter von Cynan Dindaetwy König von Gwynedd (798–816) aus der ersten Dynastie der Könige von Gwynedd.
- Merfyn Frych (Merfyn der Sommersprossige) ap Gwriad, 1. König von Gwynedd, der neuen Dynastie, die gelegentlich auch nach ihm „Merfynion-Dynastie“ genannt wurde, von 825 bis 844; & Nest ferch Cadell aus der Gwerthrynion-Dynastie, die den Namen ihres eponymen Stammvaters, des römisch-keltischen Kriegsherren Vortigern (walisisch: Gwrteyrn) trägt, eine Tochter von Cadell ap Brochfael, König von Powys (773–808), † 804/08. Die “Gwentian Chronicle” berichtet hingegen, dass Nest die Mutter von „Mervyn the Freckled“ und eine Tochter von Cadell of Derrnllwg, Sohn von Brochwel Ysgithrog, war.[11]
- Rhodri Mawr(Rhodri der Große) ap Merfyn, König von Gwynedd ab 844, annektierte 856 das Königreich Powys und 871 Seisyllwg, galt daher als „König der Briten“ († 878)
- Anarawd ap Rhodri (* um 857; † 916) König von Gwynedd (878–916), König der Briten
- Idwal Foel ap Anarawd, König von Gwynedd (916–942)
- Meurig ap Idwal († 986),
- Idwal ap Meurig († 996)
- Iago ap Idwal ap Meurig († 1039) König von Gwynedd und Powys (1023–1039)
- Cynan ap Iago († 1063)

### Abstammung von Cunedda Wledig
Durch die Ehe von Gwriad (Guriat) ap Elidyr mit Ethil ferch Cynan, einer Tochter von Cynan Dindaetwy ap Rhodri Molwynog, der von 798 bis 816 als König von Gwynedd regierte, entstand eine Verbindung zu ersten Dynastie der Könige von Gwynedd, die nach überlieferten Genealogien auf Cunedda Wledig († um 460) zurückgeht, der im 5. Jahrhundert mit acht Söhnen von Manau Gododin (am Firth of Forth im Norden Britanniens) nach Wales kam, um die Iren aus Gwynedd zu vertreiben. Er wurde der Tradition nach Stammvater nicht nur der Könige von Gwynedd, sondern auch einer ganzen Reihe regionaler Dynastien in Wales.

### Abstammung von Vortigern
Durch die Ehe von Merfyn Frych ap Gwriad, der ab 825 als erster König aus dem Haus Aberffraw (das gelegentlich auch nach ihm „Merfynion-Dynastie“ genannt wurde) mit Nest ferch Cadell, einer Tochter von Cadell ap Brochfael, König von Powys 773–808, entstand eine weitere genealogische Verbindung, die in die Zeit der römischen Besetzung Britanniens zurückreicht. Denn Nest stammte aus der „Gwerthrynion-Dynastie“, die den Namen ihres eponymen Stammvaters, des römisch-keltischen Kriegsherren Vortigern (walisisch: Gwrteyrn) trägt, der nach dem Abzug der Römer zu einer besonderen Machtstellung – „Rex Britanniae“ – Aufstieg und zum Stammvater mehrerer regionaler Dynastien, etwa in Gwent in Builth, Gwrtherynion und Powys wurde.

### Abstammung von Magnus Maximus

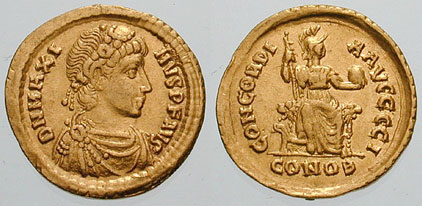
Solidus des Magnus Maximus

Magnus Maximus (* um 335; † 28. August 388) war von 383 bis zu seinem Tod – umstrittener – Kaiser im Westen des römischen Reiches und ab 380 „comes Britanniae“, d. h., römischer Armeekommandant in Britannien. Nach walisischen legendären Überlieferungen spielte er dort eine bedeutende Rolle, heiratete Elen Luyddog, eine Tochter von Eudaf Hen (Octavius), die in der walisischen Kirche als Saint Helen of Caernarfon verehrt wird, und verheiratete seine Tochter Severa mit dem Fürsten Vortigern. Er wird von verschiedenen walisischer Dynastien, so u. a. der ersten Dynastie der Könige der Isle of Man als – legendärer – Stammvater angesehen.

## Leben
Cynan ap Iago war der älteste Sohn seines Vaters, Iago ap Idwal ap Meurig, der von 1023 bis 1039 als König von Gwynedd und Powys regierte und wuchs gemeinsam mit seinem jüngeren Bruder Gruffydd ap Iago auf. Über sein Leben sind nur wenige Details bekannt.
Einschneidend in seinem Leben war zweifellos der Tod seines Vaters König Iago im Jahre 1039. Es ist möglich – aber nicht belegt – dass Cynan auf diesen 1039 nominell als König von Gwynedd nachfolgte, was jedenfalls nur sehr kurzfristig war, denn noch im selben Jahr übernahm Gruffydd ap Llywelyn (* um 1000; † 1063), ein Sohn von Llywelyn ap Seisyll, König von Gwynedd, Powys und Deheubarth († 1023) die Macht und regierte von 1039 bis 1063 als König von Gwynedd und Powys und von 1055 bis 1063 als König von ganz Wales.
Der Anspruch von Cynans Rivalen Gruffydd ap Llywelyn auf das Königreich Gwynedd war nicht unbegründet, denn bereits dessen Vater Llywelyn ap Seisyll hatte von 999 bis 1023 als König von Gwynedd und Dyfed – und damit als Vorgänger von Cynans Vater Iago ap Idwal – regiert. Entscheidend dafür war jedoch nicht die Herkunft in männlicher Linie, da Gruffydds Großvater Seisyll unbekannter Herkunft und bloß Herr von Maes Essylt war, sondern der Einfluss der einheiratenden Frauen: Denn Seisyll war mit einer Prinzessin von Gwynedd, der Tochter von Elisedd ap Anarawd von Gwynedd, und dessen Sohn Llywelyn ap Seisyll war mit Angharad von Gwynedd, einer Tochter von Maredudd König von Deheubarth verheiratet.
Cynan ap Iago, jung, machtlos und verdrängt von der Herrschaft in Gwynedd durch Gruffydd ap Llywelin floh aus Wales nach Irland und suchte in Dublin, der Hauptstadt der nordischen Dynastie der Uí Ímar Zuflucht.
Er heiratete dort Ragnhild (Ragnailt) Prinzessin von Dublin. Sie war eine Tochter des Königs von Dublin Olav Sigtryggsson (Amlaíb mac Sitriuc) († 1034) und Enkelin von Sigtrygg II. Silkeskegg (Seidenbart) Olafsson († 1042) König von Dublin ab 989/995 und mit Unterbrechungen bis 1036, und dessen Gemahlin Slaine Prinzessin von Irland, eine Tochter von Brian Boru (* um 941; † 23. April 1014) König von Munster 978–1014 und Hochkönig von Irland von 1002 bis 1014.
Um 1050 versuchte Cynan sein angestammtes Königreich von Gruffydd ap llywelin zurückzuerobern. Er sammelte daher ein großes Heer, das wohl vorwiegend aus Truppen seiner nordischen Schwägerschaft bestand, und brach zur See von Dublin nach Wales auf. Sein Vorhaben scheiterte jedoch, da seine Flotte unterwegs in einen schweren Sturm geriet, der die Flotte zerstreute, sodass er erfolglos nach Irland zurückkehren musste.
Cynan starb um 1060, wenige Jahre nach der Geburt seines einzigen Sohnes Gruffydd ap Cynan, der im Exil in Dublin um 1054/55 geboren wurde.

## Ehe und Nachkommen

### Ehefrau und deren Abstammung
Cynan ap Iago – der vertriebene Prätendent auf die Krone von Gwynedd – heiratete während seines Exils in Irland Ragnailt ingen Amlaib Sigtryggsson (Ragnhild Tochter von Amlaib (Olaf)) Prinzessin von Dublin, eine Tochter von Olaf Sigtryggsson König von Dublin.

#### Abstammung von den skandinavischen Ui Imar

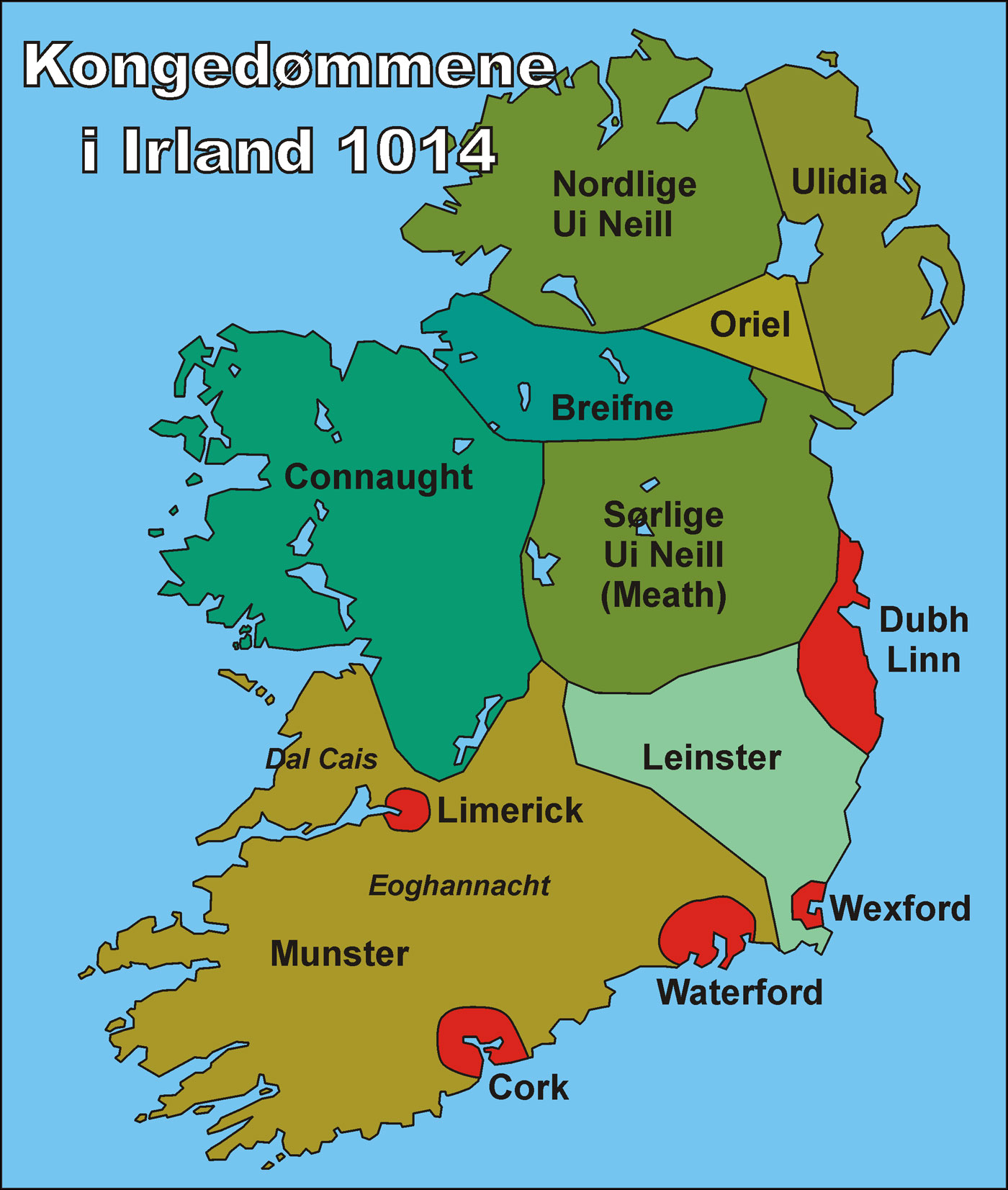
Irland um 1014, in Rot die das Königreich Dublin und weitere Herrschaftsgebiete skandinavischer Eroberer

Durch die Ehe Cynans mit Ragnhild kam es zu einer Verbindung zwischen einer einheimischen keltischen Dynastie mit der aus Skandinavien stammenden Dynastie der Ui Imar (Nachkommen von Imar/Ivar), die sich von Ivar († um 873), einem Vikingerhäuptling, ableitet, der im 9. Jahrhundert Irland und Schottland mit seinen Truppen heimsuchte und von 857 bis 873 als König von Dublin regierte.

#### Abstammung von irischen Dynastien

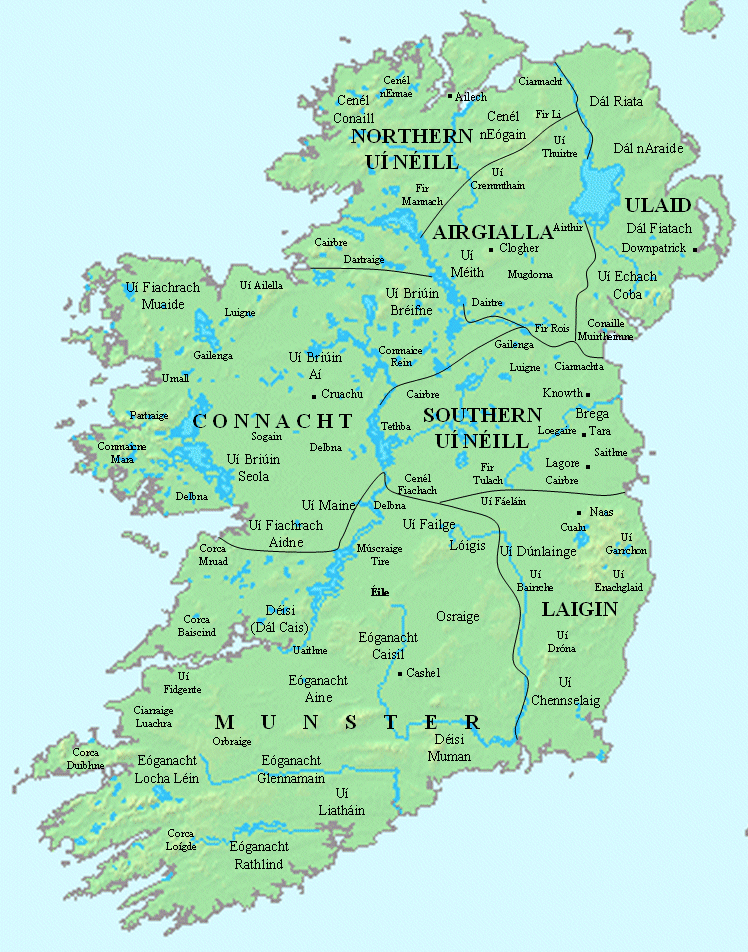
Ireland im Mittelalter

##### Brian Boru
Über Ragnailt/Ragnhild entstand für die Nachkommen von Cynan ap Iago auch eine Verbindung zu einheimischen irischen Dynastien, da Ragnhilds väterlicher Großvater Sigtrygg Seidenbart mit Slaine, einer Tochter von Brian Boru (* um 941; † gefallen in der Schlacht von Clontarf am 23. April 1014), war, der zwar aus der wenig bedeutenden Dynastie der Dál gCais in Thomond (Nordmunster) stammte, jedoch 978 zum König von Munster wurde, die Vorherrschaft der Dynastie der Uí Néill über Irland beendete und von 1002 bis 1014 als Hochkönig von Irland regierte.

##### Die Könige von Leinster
Die Mutter Ragnhilds Mailcorcre war eine Prinzessin von Leinster aus der Dynastie der Ui Dunlainge, deren traditionelle Stammreihe bis in das vierte Jahrhundert zurückreicht. Sie war eine Tochter von Dunlaing mac Tuathal mac Ugaire († 1013), König von Leinster, und eine Enkelin von König Tuathal mac Ugaire, der von 947 bis 958 regierte, sowie Urenkelin von Ugaire mac Ailella (Ailill), König von Leinster, der in der Schlacht von Confey (um 915/17) als Anführer der Iren gegen die Wikinger unter dem Kommando eines anderen Vorfahrens von Ragnhild – König Sigtrygg Caech – kämpfte und fiel.

##### Die Uí Néill
Durch die Ehe von König Ugaire mac Ailella von Leinster mit Mor ingen Cearbhaill war Ragnhild eine Nachkommin von Cearball mac Dunlainge König von Ossory und dessen Gemahlin Maelfelbha ingen Mael Sechnaill, die eine Tochter von Mael Sechnaill mac Maele Ruanaid, Hochkönig von Irland († 862), der aus dem Clann Cholmain, einem Zweig der (südlichen) Uí Néill stammte, die als Könige von Tara und Hochkönige von Irland jahrhundertelang eine führende Rolle in Nordirland spielten und sich von Niall Noigiallach (Niall von den neun Geiseln), einem legendären, vielleicht historischen, irischen König von Tara der um 450 lebte, ableiten.

### Nachkommen
Cynan hatte aus seiner Ehe mit Ragnhild nur einen Sohn, aber neun Enkelkinder:

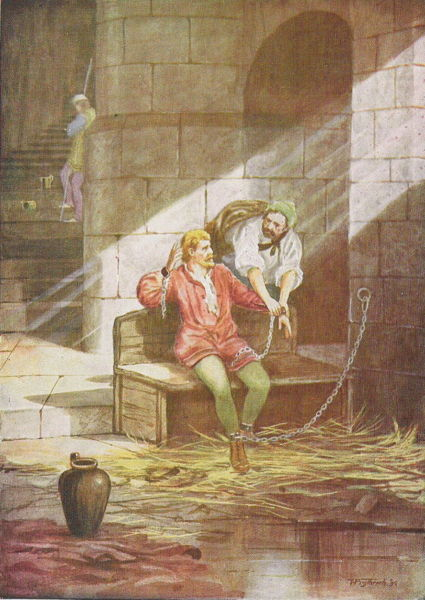
Gruffydd ap Cynan – Flucht aus Chester

1. Gruffydd ap Cynan (* in Dublin um 1055; † in Gwynedd 1137, begraben in der Kathedrale von Bangor beim Hochaltar, König von Gwynedd zwischen 1081 und 1137), widersetzte sich der normannischen Herrschaft, verlor jedoch dreimal zeitweise den Thron und floh nach Irland. Er wurde als König von ganz Wales bezeichnet.[23] Gruffydd heiratete um 1095 Angharad ferch Owain ap Edwin († 1162), eine Tochter von Owain ap Edwin ap Gronow Herr von Tegeingl, († 1105) ein Ur-ur-Enkel von Hywel Dda (Hywel der Gute) (*um 880; † 950) König von Deheubarth und Seisyllwg[24][25]
  1. Cadwallon ap Gruffydd wurde von seinem Cousin Cardugaun ap Goronou 1132 getötet.[26] Von einer namentlich unbekannten Ehefrau hatte er einen Sohn: Cunedda ap Cadwallon, der von seinem Onkel Owain ap Gruffydd geblendet und entmannt wurde und nach 1151 kinderlos verstarb.[27]
  2. Owain ap Gruffydd (* um 1100; † 28. November 1170) König von Gwynedd. Nach der Chronicle of the Princes of Wales unternahm er im Jahre 1135 mit seinem Bruder Cadwalader ap Gruffydd eine „große und grausame“ militärische Expedition nach Ceredigion. Erkannte 1152 die Oberherrschaft von König Heinrich II. (England) Heinrich II. von England an und führte seitdem den Titel Fürst von Gwynedd.[28][29] In erster Ehe war er mit Gwaldus, einer Tochter von Llywarch ap Trahaearn und Enkelin von Trahaearn ap Caradog († 1081) König von Gwynedd (1075–1081), und in zweiter Ehe mit seiner Cousine Christina ferch Gronw, einer Tochter von Gronw ap Owain ap Edwin von Deheubarth verheiratet.[30] Owain hatte durch seine sieben Söhne und zwei Töchter eine zahlreiche Nachkommenschaft, die in männlicher Linie bis Llywelyn ap Gruffydd († 1282) bzw. bis 1283 (dessen Bruder Dafydd III.) als autonome Herrscher von Wales regierte und zu der in weiblicher Linie u. a. Owen Tudor († hingerichtet 1461) zählt, der mit Katherina von Frankreich († 1437) – einer Tochter von König Karl VI. von Frankreich und Witwe von König Heinrich V. von England – verheiratet war und zum Stammvater des Hauses Tudor – und damit zahlreicher europäischer Dynastien – wurde.
  3. Cadwaladr ap Gruffydd († 29. Februar/März 1172) Prinz von Gwynedd, kämpft gemeinsam mit seinem Bruder Owain, kontrolliert Ceredigion, verbündete sich mit Earl Randolph II. von Chester, dessen Nichte Alice de Clare – Tochter von Richard FitzGilbert de Clare, Earl of Hertford und der Adelisa (Agnes) of Chester – er heiratet. Er hatte einen Sohn: Cadfan ap Cadwaladr[31] und eine Tochter, die mit Anarawd ap Gruffydd ap Rhys † 1143 König von Deheubarth (1137–1143) verheiratet war.[32]
  4. Gwenellian ferch Gruffydd (* um 1090; † ermordet 1137), sie heiratete nach 1116 Gruffydd ap Rhys Fürst von Deheubarth (1135–1137), Sohn von Rhys ap Tewdr König von Deheubarth und dessen Gemahlin Gwladus, Tochter von Rhiwallon ap Cynfyn. Ihre Nachkommen in männlicher Linie regierten bis 1201 (Gruffydd ap Rhys) als Könige von Deheubarth, erloschen 1298/99 und waren in weiblicher Linie u. a. Vorfahren des Hauses Tudor[33] und damit bedeutender europäischer Dynastien.
  5. Marared ferch Gruffydd
  6. Ranill ferch Gruffydd
  7. Susan ferch Gruffydd heiratet Madog ap Maredudd († 9. Februar 1160) König/Fürst von Powys (1132–1160), Sohn von Maredudd ap Bleddyn Fürst von Powys (Nachkommen: die Lords von Nordpowys bis 1269[34]). Zu ihren Nachkommen in männlicher Linie zählt u. a. Owen Glendower (* um 1350; † um 1416), der letzte eingeborene Waliser, der den Titel eines Fürsten von Wales trug und sich vergeblich um die Wiederherstellung der Unabhängigkeit von Wales bemühte.[35]
  8. Annest ferch Gruffydd
  9. Gwenellian ferch Gruffydd (* außerehelich um 1080), & 1098 Prinz Cadwgan ap Bleddyn († fällt 1108/11) Fürst von Powys, Sohn von Bleddyn ap Cynfyn König von Gwynedd und Powys.[36] Nachkommen: Die Familie Lloyd of Blaenglyn[37]

## Wertung
Das Ehepaar Cynan ap Iago und Ragnhild Olafsdotter ist insofern von Bedeutung, da es seinen bis heute lebenden zahlreichen Nachkommen durch ihre weit verzweigten Vorfahren Beziehungen zu den ältesten Dynastien Britanniens vermittelt, die bis in die Zeit der römischen Verwaltung Britanniens und damit fast 1600 Jahre zu deren legendären Stammvätern, wie Magnus Maximus, Vortigern, Coel Hen, Cunedda Wledig und in Irland bis Niall mit den neun Geiseln und in Skandinavien bis zu Ragnar Lodbrok zurückreichen und dadurch die menschliche Kontinuität der europäischen Geschichte illustrieren. Obwohl sich um diese Stammväter zahlreiche Legenden und literarische Ausschmückungen ranken, liegen ihnen wohl historische Persönlichkeiten zugrunde. Dies zeigen die vorwiegend im 13. Jahrhundert niedergeschriebenen Isländersagas, die bis in das zehnte Jahrhundert zurückreichen, mangels Schriftlichkeit jahrhundertelang mündlich – und weitgehend verlässlich – überliefert wurden.